# Bolognola
Bolognola è un comune italiano di 148 abitanti della provincia di Macerata nelle Marche.
È il più piccolo comune d'Italia per popolazione decorato del titolo di città.

## Geografia fisica

### Territorio

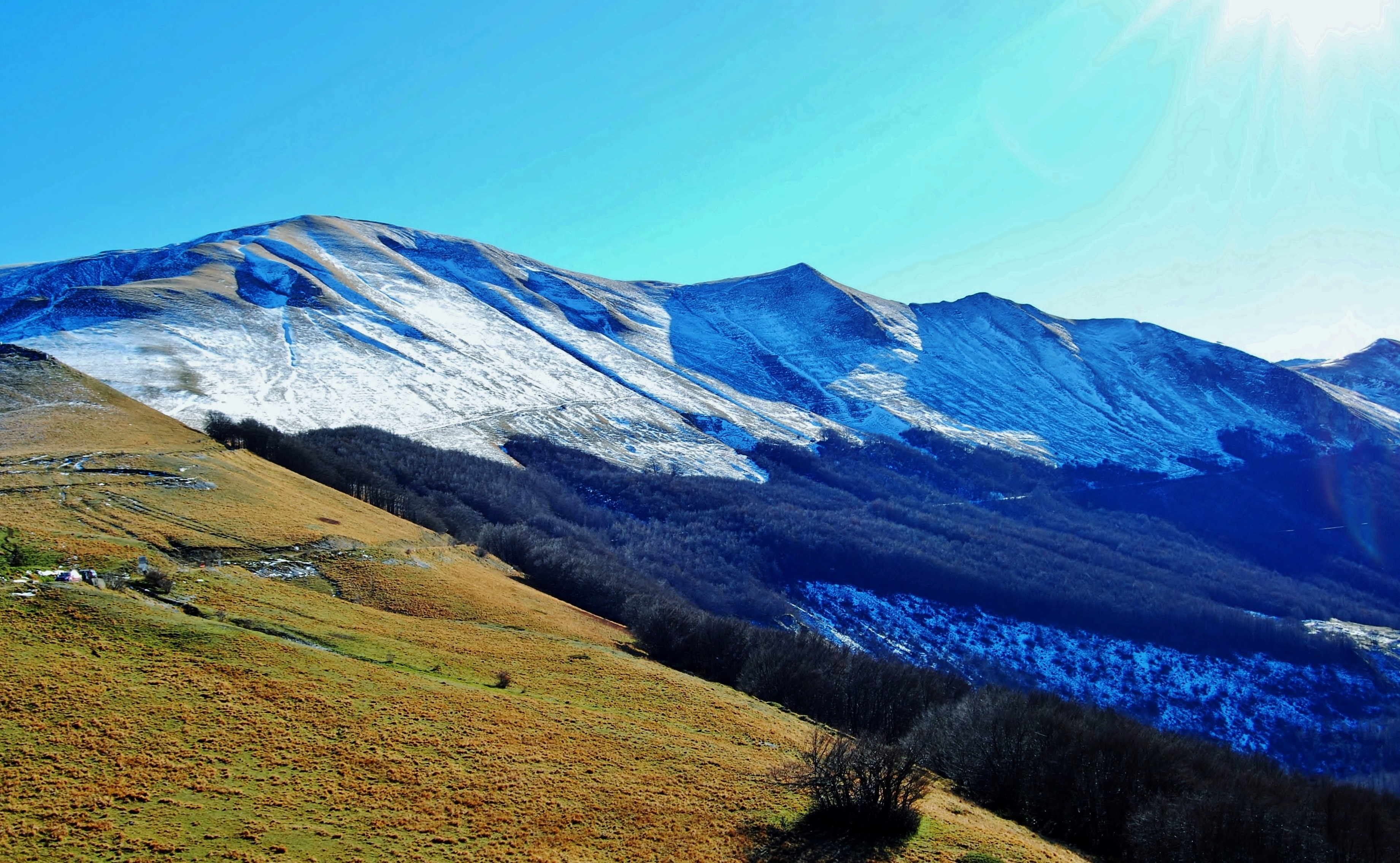
Panorama da Pintura di Bolognola

Sorge nel Parco nazionale dei Monti Sibillini a un'altitudine superiore ai 1000 m s.l.m., che lo rende il comune più alto delle Marche. Nel territorio si trovano le sorgenti del fiume Fiastrone e il Monte Rotondo, sotto la vetta del quale si apre l'inaccessibile forra dell'Acquasanta, con l'omonima cascata naturale.
A quota 1340 m s.l.m., e a 4,7 km dal centro del paese, è situata l'unica frazione di Pintura, nata come centro turistico e sviluppatasi attorno agli impianti scioviari.

### Clima
In base al periodo trentennale di riferimento 1961-1990, la stazione meteorologica di Bolognola registra una temperatura media di -2,4 °C nel mese più freddo (gennaio) e di +17,4 °C nel mese più caldo (luglio). Le precipitazioni medie annue si aggirano ai 800 mm, mediamente distribuite in 89 giorni, con un minimo relativo in estate e un picco in autunno. La neve fa la sua apparizione circa trenta volte l'anno in paese, e quasi sempre con accumuli molto significativi. In media ci sono 94 giorni di gelo all'anno..
| BOLOGNOLA                    | Mesi | Mesi | Mesi | Mesi | Mesi | Mesi | Mesi | Mesi | Mesi | Mesi | Mesi | Mesi | Stagioni | Stagioni | Stagioni | Stagioni | Anno |
| BOLOGNOLA                    | Gen  | Feb  | Mar  | Apr  | Mag  | Giu  | Lug  | Ago  | Set  | Ott  | Nov  | Dic  | Inv      | Pri      | Est      | Aut      | Anno |
| ---------------------------- | ---- | ---- | ---- | ---- | ---- | ---- | ---- | ---- | ---- | ---- | ---- | ---- | -------- | -------- | -------- | -------- | ---- |
| T. max. media (°C)           | 0,6  | 1,8  | 5,9  | 10,5 | 16,3 | 20,3 | 23,9 | 23,2 | 17,7 | 12,9 | 7,8  | 0,8  | 1,1      | 10,9     | 22,5     | 12,8     | 11,8 |
| T. min. media (°C)           | −4,3 | −3,1 | −0,8 | 3,0  | 6,2  | 9,2  | 10,8 | 10,8 | 8,5  | 5,6  | 1,1  | −1,9 | −3,1     | 2,8      | 10,3     | 5,1      | 3,8  |
| Giorni di gelo (Tmin ≤ 0 °C) | 30   | 22   | 16   | 1    | 0    | 0    | 0    | 0    | 0    | 0    | 9    | 20   | 72       | 17       | 0        | 9        | 98   |
| Precipitazioni (mm)          | 64   | 63   | 59   | 60   | 61   | 55   | 32   | 48   | 68   | 70   | 111  | 74   | 201      | 180      | 135      | 249      | 765  |
| Giorni di pioggia            | 8    | 8    | 8    | 9    | 8    | 7    | 4    | 6    | 6    | 7    | 10   | 8    | 24       | 25       | 17       | 23       | 89   |

## Storia
La leggenda vuole che Bolognola sia stata fondata nel basso medioevo, nel XIV secolo, da tre nobili bolognesi esuli in queste terre ai tempi delle lotte tra guelfi e ghibellini. I tre nobili, Pepoli, Malvezzi e Bentivoglio, avrebbero dapprima fondato il paese di Appennino, nei pressi del Santuario di Macereto, per poi spostarsi nell'alta valle del Fiastrone. Qui avrebbero fondato tre nuclei abitati contigui (Capo la villa, Villa di mezzo e Pie' la villa), che tuttora costituiscono il borgo di Bolognola. Il nome del paese, secondo questa tradizione, starebbe a significare appunto "Piccola Bologna". Sulla base di questa erronea convinzione, alle tre ville sono state successivamente attribuiti i nomi dei tre presunti fondatori.
La realtà storica è invero ben diversa. È ormai assodato che un originario nucleo abitato esistesse nell'area dove attualmente sorge Bolognola già abbondantemente prima del XIII secolo. Il toponimo non avrebbe nulla a che fare con il capoluogo emiliano, bensì potrebbe derivare dal latino Bononia (terra di cose buone), poi trasformatosi con il tempo in "Bononiola". Forse ancora più plausibile è la derivazione dal celtico bona (luogo fortificato), stante la presenza di evidenti tracce della cultura celtica nell'area dei Sibillini. Altra possibile e più suggestiva interpretazione, è quella secondo la quale all'origine del toponimo ci sarebbe il culto della dea Bona, anticamente diffuso nei monti Sibillini.
Il borgo divenne in seguito Libero comune, subendo sempre molto l'influenza dei Da Varano, signori di Camerino, che eressero anche un castello - di cui oggi restano solo poche rovine - nella Villa di mezzo (conosciuto, sulla scorta della leggenda, come Castello Pepoli).
La popolazione cominciò drasticamente a diminuire nella prima metà del XX secolo, a causa soprattutto delle due grandi valanghe staccatesi dal sovrastante Monte Sassotetto, che, negli inverni del 1930 e del 1934, fecero 19 vittime ciascuna, radendo al suolo buona parte degli edifici più antichi. L'abitato è stato danneggiato dallo sciame sismico che ha colpito il centro Italia nel 2016/2017.

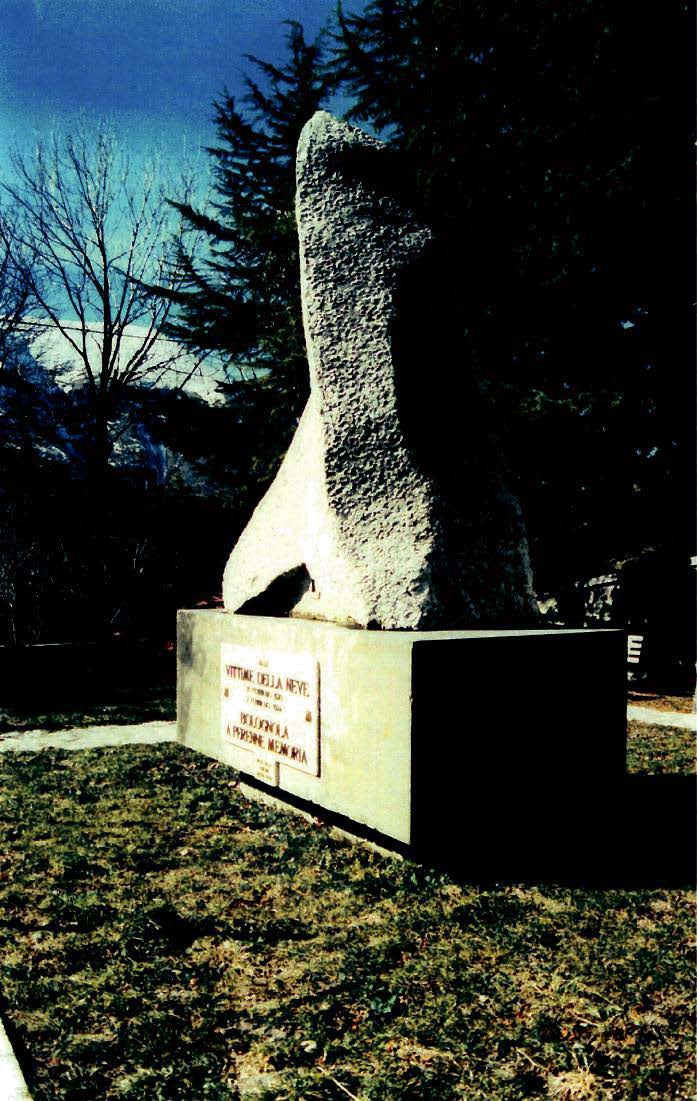
Monumento commemorativo alle vittime della neve

## Monumenti e luoghi d'interesse
Il centro abitato è costituito da tre nuclei risalenti al medioevo: Villa da Capo (o Villa Malvezzi) a sud,  Villa di Mezzo (o Villa Pepoli) e Villa da Piedi (o Villa Bentivoglio) a nord. 

### Architetture religiose
- Chiesa di San Michele Arcangelo: costruita in Villa di Mezzo in stile neoromanico ad aula unica con abside e campanile, sostituisce l'antica chiesa gravemente danneggiata dalla valanga del 1934 e successivamente demolita.
- Chiesa di Santa Maria delle Grazie

### Architetture civili
- Palazzo Primavera. Situato nella Villa da Piedi, risale al XVI-XVII secolo ed è ricco di affreschi. Oggi è utilizzato per ospitare mostre e convegni e conserva varie attrezzature utilizzate per l'arte laniera, che fiorì a Bolognola fin dal medioevo e che per lungo tempo fu esercitata negli scantinati dell'edificio.
- Palazzo Maurizi (municipio). Ubicato nella Villa di Mezzo, fu residenza della ricca famiglia Maurizi, ed è caratterizzato da una ricca decorazione a tempera risalente agli inizi del XIX secolo. Il piano superiore ospita la mostra permanente dedicata a Filippo Marchetti.

### Aree naturali
- Forcella del Fargno. Situata a quota 1811 m s.l.m., tra il Monte Rotondo e il Pizzo Tre Vescovi, ospita un rifugio. Divide la Val di Panico (a ovest) dalla selvaggia Vallata del Fargno (a est). È il più elevato passo carrozzabile delle Marche aperto al pubblico.
- Cascata dell'Acquasanta. Cascata naturale incastonata tra Monte Bambucerta e Monte Rotondo. L'origine del nome è andata perduta.
- Fonte dell'Aquila. Fonte a trocche, situata alle pendici di Monte Sassotetto. Il nome testimonia la continuità della presenza, fin dai secoli scorsi, del rapace su queste montagne.
- Grotta dell'Orso. Una nei pressi della Cascata dell'Acquasanta e l'altra nella Vallata del Fargno, sulla Costa delle Vetiche.

### Altri luoghi d'interesse
- Macchiatonda. Faggeta di forma circolare situata nella frazione di Pintura.

## Società

Versione sannitica dello stemma civico

### Evoluzione demografica
Abitanti censiti

## Cultura

### Eventi
- Corsa della Secchia: si tiene a Ferragosto e consiste in una competizione fra tre squadre di quattro concorrenti che, in rappresentanza delle tre storiche Ville di Bolognola, si sfidano nel percorrere le vie del paese con una grossa secchia piena d'acqua, cercando di rovesciarne il meno possibile lungo il percorso. La vittoria è aggiudicata in base al miglior coefficiente dato dal tempo di percorrenza e dalla quantità d'acqua conservata. La gara vera e propria è preceduta da un corteo storico in costume.
- Festa country: in una sera successiva a Ferragosto, Bolognola si trasforma in un piccolo villaggio west, con gli abitanti e i villeggianti che girano per il paese vestiti da cowboy, il toro meccanico, il torneo di poker texano, la musica country dal vivo e la festa degli arrosticini.
- Festa della Frittella. È una sagra gastronomica organizzata la domenica precedente il Ferragosto nella Villa da Piedi
- Festa della Salsiccia. Accompagna la festa patronale del 1º giugno, dedicata a San Fortunato.

## Economia
L'economia del paese, un tempo legata all'allevamento e all'industria laniera, è oggi imperniata sul turismo estivo e invernale. 

## Amministrazione

Gonfalone comunale

| Periodo         | Periodo         | Primo cittadino                      | Partito                       | Carica                  | Note  |
| --------------- | --------------- | ------------------------------------ | ----------------------------- | ----------------------- | ----- |
| 22 giugno 1985  | 5 giugno 1990   | Maria Morosi Maggi                   | Democrazia Cristiana          | Sindaco                 | [ 8 ] |
| 6 giugno 1990   | 22 ottobre 1990 | Francesco Scaficchia                 | Partito Socialista Italiano   | Sindaco                 | [ 8 ] |
| 23 ottobre 1990 | 8 febbraio 1993 | Giovanni Mecozzi                     | Partito Repubblicano Italiano | Sindaco                 | [ 8 ] |
| 9 febbraio 1993 | 6 giugno 1993   | Sante Copponi                        |                               | Commissario prefettizio | [ 8 ] |
| 7 giugno 1993   | 27 aprile 1997  | Alberto Turchetti                    | Lista civica                  | Sindaco                 | [ 8 ] |
| 28 aprile 1997  | 13 maggio 2001  | Maria Gabriella Maggi                | Lista civica                  | Sindaco                 | [ 8 ] |
| 14 maggio 2001  | 28 maggio 2006  | Maria Gabriella Maggi                | Lista civica                  | Sindaco                 | [ 8 ] |
| 29 maggio 2006  | 15 maggio 2011  | Simonetta Scaficchia in Di Francesco | Lista civica                  | Sindaco                 | [ 8 ] |
| 16 maggio 2011  | 5 giugno 2016   | Simonetta Scaficchia                 | Un futuro per Bolognola       | Sindaco                 | [ 8 ] |
| 6 giugno 2016   | 3 ottobre 2021  | Cristina Gentili                     | Noi con Bolognola             | Sindaco                 | [ 8 ] |
| 4 ottobre 2021  | in carica       | Cristina Gentili                     | Noi con Bolognola             | Sindaco                 | [ 8 ] |